# Medetera pseudosibirica
Medetera pseudosibirica är en tvåvingeart som beskrevs av Daniel J. Bickel 1985. Medetera pseudosibirica ingår i släktet Medetera och familjen styltflugor.
Artens utbredningsområde är British Columbia. Inga underarter finns listade i Catalogue of Life.